# یواس‌اس سیگزبی (دی‌دی-۵۰۲)
یواس‌اس سیگزبی (دی‌دی-۵۰۲) (به انگلیسی: USS Sigsbee (DD-502)) یک کشتی بود که طول آن ۱۱۴٫۷ متر (۳۷۶ فوت) بود. این کشتی در سال ۱۹۴۲ ساخته شد.